# Eleições estaduais na Paraíba em 1960
As eleições estaduais na Paraíba em 1960 aconteceram em 3 de outubro como parte das eleições gerais em onze estados cujos governadores exerciam um mandato de cinco anos.
O processo sucessório paraibano teve início em 1958 quando Flávio Coutinho pediu licença para tratamento de saúde e nisso Pedro Gondim assumiu o Palácio da Redenção como governador em exercício, status que preservou até a sua renúncia ao cargo de vice-governador no começo de 1960 quando José Fernandes de Lima assumiu o Executivo na condição de presidente da Assembleia Legislativa da Paraíba. Graças a tais circunstâncias o advogado Pedro Gondim disputou e venceu as eleições para o governo estadual. Formado na Universidade Federal de Pernambuco em 1938, o novo governador nasceu em Alagoa Nova e foi eleito deputado estadual em 1947, 1950 e 1954, afastando-se para assumir a Secretaria de Agricultura no governo José Américo de Almeida.
Ao longo de sua vida pública o governador Pedro Gondim militara apenas no PSD até que uma cisão partidária o levou a ser expulso da legenda quando o deputado Janduhy Carneiro foi escolhido candidato do partido ao governo estadual. Consumado o revés, Pedro Gondim ingressou no PDC e firmou uma aliança com partidos de oposição na qual sagrou-se vencedor do pleito de 1960 e tornou-se o primeiro governador paraibano sem histórico de filiação à UDN desde o fim do Estado Novo, embora o vice-governador eleito, André de Paiva Gadelha, integre as fileiras udenistas.

## Resultado da eleição para governador
Segundo o Tribunal Superior Eleitoral houve 273.002 votos nominais, 8.165 votos em branco (2,86%) e 4.479 votos nulos (1,57%), resultando no comparecimento de 285.646 eleitores.
| Candidatos a governador do estado | Candidatos a vice-governador | Número | Coligação              | Votação | Percentual |
| --------------------------------- | ---------------------------- | ------ | ---------------------- | ------- | ---------- |
| Pedro Gondim PDC                  | Ver abaixo -                 | -      | PDC, UDN, PTB, PL, PSB | 148.961 | 54,56%     |
| Janduhy Carneiro PSD              | Não havia -                  | -      | PSD (sem coligação)    | 124.041 | 45,44%     |

## Resultado da eleição para vice-governador
Segundo o Tribunal Superior Eleitoral houve 253.283 votos nominais, 20.805 votos em branco (23,74%) e 9.271 votos nulos (1,13%), resultando no comparecimento de 283.359 eleitores.
| Candidatos a vice-governador   | Candidatos a governador do estado | Número | Coligação              | Votação | Percentual |
| ------------------------------ | --------------------------------- | ------ | ---------------------- | ------- | ---------- |
| André de Paiva Gadelha UDN     | Ver acima -                       | -      | PDC, UDN, PTB, PL, PSB | 100.586 | 39,71%     |
| Jacob Frantz PSD               | Não havia -                       | -      | PSD (sem coligação)    | 98.258  | 38,79%     |
| Hermano Alfredo Neto de Sá PTB | Ver acima -                       | -      | PDC, UDN, PTB, PL, PSB | 23.922  | 9,45%      |
| Antônio D'Ávila Lins PL        | Ver abaixo -                      | -      | PL (sem coligação)     | 17.834  | 7,04%      |
| José Fernandes Vieira PSP      | Não havia -                       | -      | PSP (sem coligação)    | 12.683  | 5,01%      |